# Elisa Correa (estación)
Elisa Correa es una estación ferroviaria que forma parte de la línea 4 de la red del Metro de Santiago de Chile. Se encuentra ubicada en viaducto entre las estaciones Los Quillayes y Hospital Sótero del Río de la misma línea, en la Avenida Concha y Toro con la calle Elisa Correa confluye directamente con avenida Los Toros, uniendo la arteria que atraviesa la Línea 4 con Avenida Camilo Henríquez y el Mall Plaza Tobalaba. Es además la entrada a la comuna de Puente Alto y esta es su primera estación de metro.

## Características y entorno
Esta estación tiene una alta afluencia de pasajeros debido a que hay varios recorridos de la Red Metropolitana de Movilidad. La estación posee una afluencia diaria promedio de 18 306 pasajeros.
Ubicada en el paradero 27 de Vicuña Mackenna.
La estación resultó completamente destruida el 18 de octubre de 2019, producto de un incendio ocurrido en el marco de las protestas en Chile de 2019. Resultaron afectadas todas las instalaciones de la estación, incluidas las líneas de circulación, lo que impediría su funcionamiento normal hasta dentro de 10 a 12 meses. Al día siguiente, un nuevo incendio se registró en la estación, afectando esta vez a uno de los trenes del modelo AS-2002 que se encontraba estacionado en el andén. La estación fue reabierta el 14 de septiembre de 2020.

### Accesos
| Acceso | Intersección                                  |
| ------ | --------------------------------------------- |
| A      | Av. Concha y Toro con Elisa Correa Sanfuentes |
| B      | Av. Concha y Toro con Av. Los Toros           |

## Origen etimológico
Su nombre corresponde a la aristócrata Elisa Correa Sanfuentes, quien fuera cónyuge del abogado y político Enrique Salvador Sanfuentes, antiguo propietario de esas tierras, y que entre otras cosas, se desempeñó como ministro de Hacienda, de Industria y Obras Públicas y del Interior durante el gobierno del presidente José Manuel Balmaceda.

## Galería

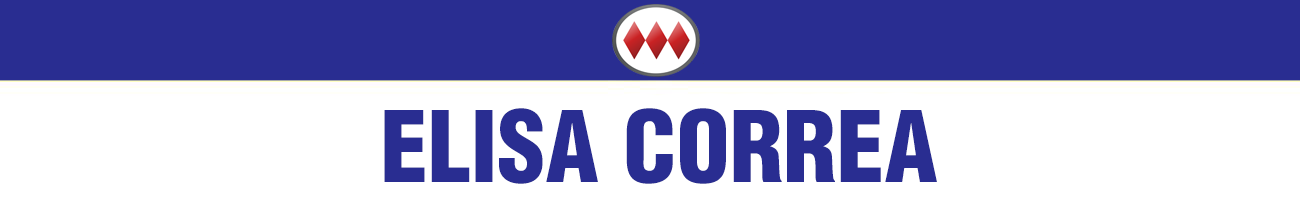
Cenefa utilizada actualmente en los andenes.

## Conexión con Red Metropolitana de Movilidad
La estación posee 6 paraderos de la Red Metropolitana de Movilidad en sus alrededores (sin la existencia del paradero 3), los cuales corresponden a:
| Paradero/ Código                      | Recorridos |
| ------------------------------------- | --- |
| Parada 1 / Metro Elisa Correa (PF169) | 210 (Puente Alto) - 213e (Puente Alto) - F30n (Bajos de Mena)                                                       |
| Parada 2 / Metro Elisa Correa (PF764) | 226 (Centro) - E09 (Fin del recorrido)                                                                              |
| Parada 4 / Metro Elisa Correa (PF129) | 210 (Estación Central) - 213e (Plaza Italia) F30n (La Moneda)                                                       |
| Parada 5 / Metro Elisa Correa (PF446) | F09 (Pie Andino) - F13 (Mall Plaza Tobalaba) - F13c (Mall Plaza Tobalaba) - F15 (Bajos de Mena / Fin del recorrido) |
| Parada 6 / Metro Elisa Correa (PE851) | 226 (Nonato Coo) |
| Parada 7 / Metro Elisa Correa (PF594) | F09 (Fin del recorrido) - F13 (Bajos de Mena) - F13c (Fin del recorrido)                                            |